# L'Agonie de Jérusalem
Pour plus de détails, voir Fiche technique et Distribution.
Révélation ou son titre original L'Agonie de Jérusalem est un film français muet et en noir et blanc, réalisé par Julien Duvivier, sorti en salles en 1927.

## Synopsis
Un professeur français à la retraite et son épouse paralysée se sont établis à Jérusalem. Tout juste sorti de prison, leur fils anarchiste reprend ses opérations de sabotage, à l'insu de ses parents qui le croient étudiant à Paris. Blessé, le fils devient aveugle. Son père, pieux catholique, l'emmène avec lui sur le Mont des Oliviers, un des endroits où Jésus avait guérit un aveugle. Le fils y recouvre la vue et la foi.

## Fiche technique
- Titre original : L'Agonie de Jérusalem
- Titre alternatif : Révélation
- Réalisation, scénario : Julien Duvivier
- Décors : Fernand Delattre
- Photographie : René Guichard, Émile Pierre et Armand Thirard
- Production : Charles Delac, Marcel Vandal
- Société de production : Vandal & Delac
- Pays de production :  France
- Langue : français
- Format : noir et blanc - muet - 1,33:1
- Genre : drame psychologique
- Durée :
- Date de sortie : 
  - France : 8 avril 1927

## Distribution
- Edmond Van Daële : Jean-Louis Verdier dit Sirias, un jeune leader anarchiste
- Marguerite Madys : Alice Leroy, une orpheline et "fille adoptive" des Verdier, dont Jean-Louis est amoureux
- Maurice Schutz : Marc Verdier, le père de Jean-Marie, un catholique fervent établi à Jérusalem
- Gaston Jacquet : Larsac, un membre du réseau anarchiste et rival amoureux de Jean-Louis auprès d'Alice
- Berthe Jalabert Madame Verdier, la mère paralysée de Jean-Louis
- Léon Malavier : Septime Verdier, le frère excentrique de Marc qui vit sous son toit
- Raymond Blot : Jean-Baptiste
- Lionel Salem : Jésus
- Georges Péclet
- Joe Alex